# Bergholtzzell
Bergholtzzell è un comune francese di 455 abitanti situato nel dipartimento dell'Alto Reno nella regione del Grand Est.

## Storia

### Simboli
Lo stemma è in uso dal 1972.

## Società

### Evoluzione demografica
Abitanti censiti